# Légende du temple d'Apollon à Polignac

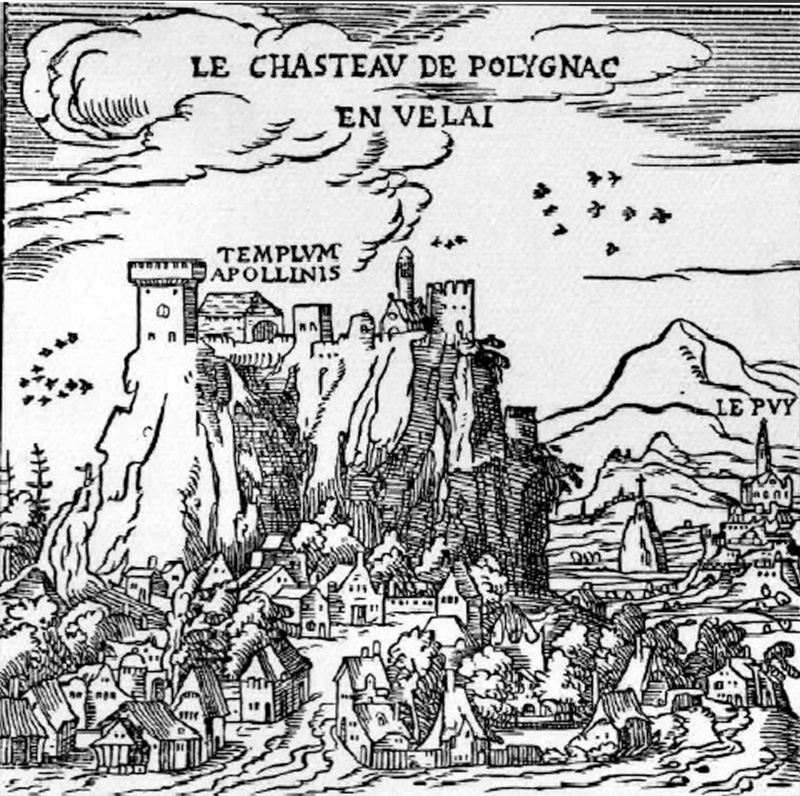
Gravure illustrant le livre de Gabriel Syméon.

La légende du temple d'Apollon, selon laquelle un temple antique se trouverait sous ou dans les ruines du château de Polignac en (Haute-Loire), a été réfutée dès le milieu du XIXe siècle. 

## Ancienneté de la famille de Polignac et de son château
La famille de Polignac est une des plus anciennes de France. De manière quasi-certaine, elle peut remonter, par la généalogie de la première maison de Polignac, jusqu'au IXe siècle (vers 860).
On a longtemps prétendu, et ce depuis la fin du XVe siècle, la faire remonter aux premiers siècles de l'ère gallo-romaine, au temps du paganisme renforçant sa prééminence historique et politique dans la région du Puy-en-Velay. 
Selon un courant historiographique assez homogène, avant la forteresse féodale de Polignac, il existait sur le rocher un temple d'Apollon et les premiers membres de la famille en étaient les prêtres. 
L'argument le plus souvent usité pour affirmer cette ascendance mythique est l'appartenance à cette famille, de Sidoine Apollinaire (430-489), évêque de Clermont-Ferrand et poète célèbre, dont les grands-parents étaient païens. D'où, d'après certains chercheurs, les similitudes entre Polignac et Apollinaire voire Apollon, et les constructions sémantiques qui en découlèrent.

## Origines et développement de la légende

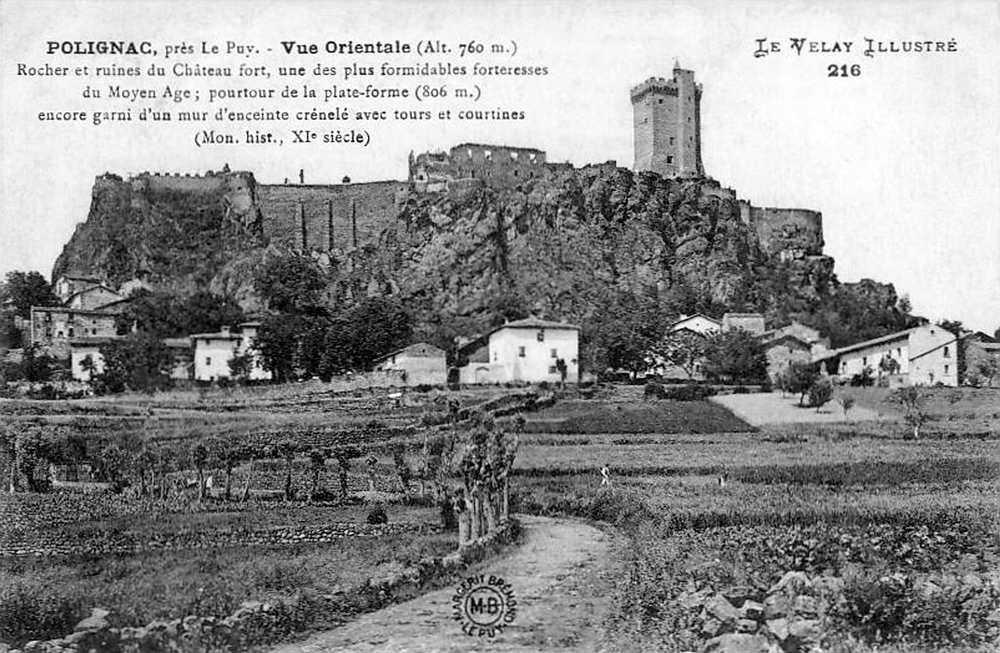
Les ruines du château-fort de Polignac au début du XXe siècle.

La légende selon laquelle la forteresse aurait succédé aux vestiges d'un temple antique dédié à Apollon trouve son origine à la Renaissance. En 1533, lors de la visite de François Ier à Polignac, le vicomte de Polignac lui montre une sculpture antique : le masque d’Apollon. En 1561, l'humaniste florentin Gabriel Symeoni publie un récit littéraire de voyage où figure une gravure illustrant l’étape à Polignac avec la mention Templum Apollinis au-dessus du site. Vers 1625, Gaspar Chabron, généalogiste de la famille de Polignac, ajoute à ce récit la description d’une salle ornée de peintures murales qu’il interprète comme étant le temple. Au XVIIIe siècle, Faujas de Saint-Fond complète la description d'une salle alors en voie de détérioration. La salle disparaît dans le courant du XIXe siècle, époque où elle trouve, ses plus ardents défenseurs dans les érudits Charles Mangon de La Lande, François Gabriel de Becdelièvre, Auguste Aymard ou encore Albert Boudon-Lashermes.

## Les vestiges supposés d'un temple d'Apollon

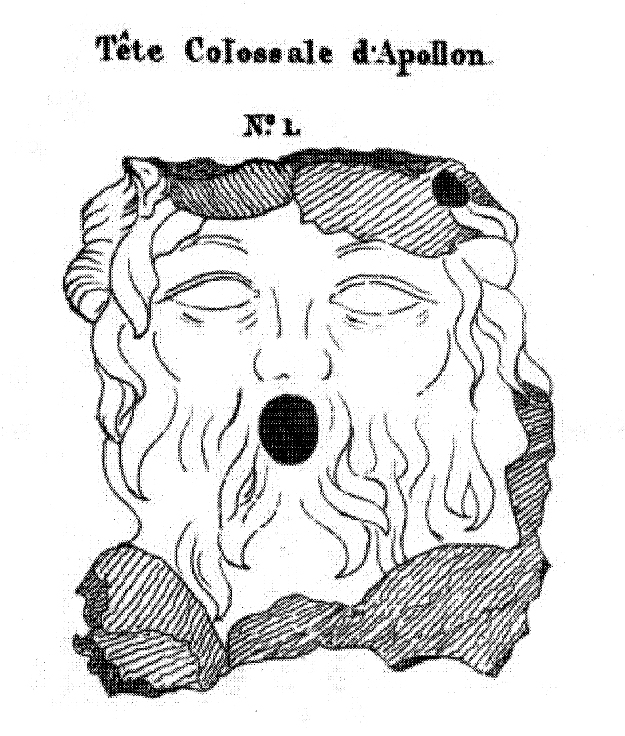
Dessin de la prétendue tête d'Apollon, publié en 1823 par Mangon de la Lande.

Divers éléments ont été mis en avant pour étayer la légende d'un temple d’Apollon.
- Le masque

Le masque d'Apollon est une pierre antique de granit gris qui dessine en relief les traits d'un homme doté d'une large chevelure et d'une barbe foisonnante. Ses dimensions sont d'1,15 m de hauteur et 1,20 m de largeur. 
Les traditions ont fait de cette statue une idole, une représentation du dieu Apollon qui aurait eu son culte sur le rocher où se dresse actuellement le château de Polignac. Le culte aurait disparu avec l'avènement du christianisme et l'évangélisation par saint Georges.
Il existe une explication plus prosaïque : il s'agirait d'un masque de fontaine, la bouche ouverte du personnage ayant servi à rejeter l'eau (au moyen d'un tube en plomb, aujourd'hui disparu). De plus, comme Apollon n'est jamais représenté barbu, cette tête évoque davantage Jupiter ou Neptune que cette divinité.

- La pierre de Claude

C'est aussi une pierre d'arkose, un grès quartzeux de même nature que le masque d'Apollon et de bien des vestiges gallo-romains de la région. Elle mesure 0,83 m de haut, 0,50 m de largeur et 0,42 m d'épaisseur. L'inscription rappelle le nom de l'empereur Claude (1er août 10 av. J.-C. – 13 octobre 54) :
```
                                                   TI CLAVDIVS, CAES
                                                   AVG. GERMANIC.
                                                   PONT. MAX. TRIB.
                                                   POTEST. V. IMP.
                                                   XI. P. P. COS III
[
6
]
```

Ce qu'on peut traduire par
```
                                                   Tibère, Claude, César,
                                                   Auguste, Germanicus,
                                                   Souverain Pontife, cinq fois tribun,
                                                   onze fois Imperator,
                                                   Père de la Patrie exerçant son 
3
e
 
consulat
.
```

Cette pierre a longtemps fait croire au passage de l'empereur à Polignac. Des auteurs ont assuré qu'il était venu là pour consulter les oracles d'Apollon. 
Les hypothèses les plus sérieuses en font un milliaire ou un socle de statue.

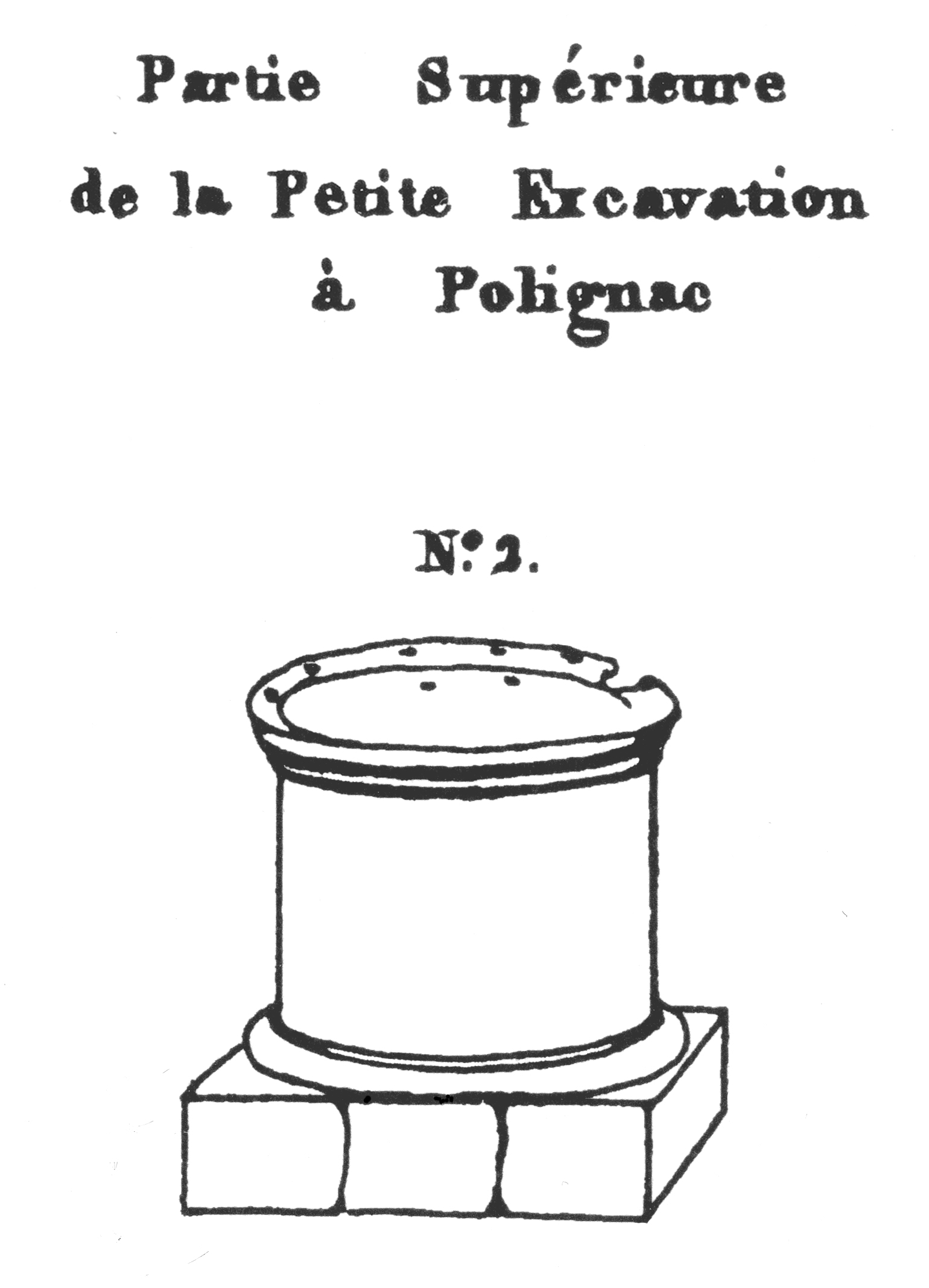
Dessin de la margelle, publié en 1823 par Mangon de la Lande.

- Le « Puits de l’Oracle » ou la « crypte d’Apollon »

Puits mythique que l’on prit pour une prison, ou encore le départ d’un souterrain pour sortir du château. Il s'agit d'une salle souterraine d’environ 7 m de côté, séparée en deux parties par une rangée de cinq arcs d’époque romane. Cette salle servait de réserve pour alimenter le château en eau. Au-dessus de la margelle se trouvait le « masque d’Apollon ». Quant à la partie souterraine, elle aurait été la crypte où se tenaient les serviteurs d'Apollon.
- Le « Puits de l’abîme »

Il s’agit d’un très grand puits (83,5 m de profondeur et de 6 m de diamètre), creusé tout entier dans le roc, qui descend jusqu’au niveau de la vallée. Il servait à fournir de l’eau en cas de siège du château. La légende en fait un porte-voix souterrain pour les fourberies des prêtres d'Apollon.

## Les réfutations de la légende
Les réfutations de la légende ne datent pas d'aujourd'hui. Dans son Magasin pittoresque de 1854, Edouard Charton les résumait déjà.
S'opposant aux apollomanes qui défendaient l'existence d'un temple antique dédié à Apollon ou à d'autres divinités sur le rocher, certains spécialistes (l'Abbé Lebeuf, Mérimée, Félix Grellet) affirmaient que le masque d'Apollon et la pierre de Claude pouvaient fort bien avoir été apportés à Polignac par d'anciens châtelains férus d'Antiquité. 
Ces anti-apollomanes faisaient valoir que les plus anciens textes donnent à Polignac le nom de Podempniacum (où l'on reconnaît le latin podium, montagne escarpée, « puy ») (vers 934), et non celui d'Appollianicum, que l'on ne trouve qu'à partir du XIIIe siècle.
Ils rejetaient l'affirmation que Sidoine Apollinaire soit le fils d'un prêtre d'Apollon. En effet, lorsque celui-ci parle de la conversion de son père (« Primus de numero patrum suorum / Sacris sacrilegis renuntiavit »), il dit simplement que ce dernier renonça au culte des dieux païens et non à la prêtrise.
On sait aujourd'hui que cette dernières hypothèse ne repose que sur un texte mal traduit d'une lettre de Sidoine parlant d'une solide maison (solidae domus) où se rendait le saint évêque de Clermont.
Tout récemment, de nouvelles lumières ont été apportées par Bérangère Dumalle dans une thèse soutenue en 2006. Travaillant notamment à partir de l'œuvre de reconstitution documentaire d'Antoine Jacotin (Preuves de la maison de Polignac, 1905), elle évoque, dans son étude archivistique, « Le 'piège' du 'temple d'Apollon' (...), lieu littéraire créé vers la fin du Moyen Âge et colporté au fil des siècles par divers auteurs, qui voulait qu'un temple païen dédié au dieu des arts eût précédé le château, mais auquel les témoins de l'époque moderne voulurent assigner un lieu précis encore visible à leurs yeux ». Et de conclure : « Cherchant à savoir si ce lieu pouvait renseigner l'histoire architecturale médiévale du château, on a constaté que, parce qu'imaginé, il avait migré au fil des descriptions, lesquelles donnaient donc autant de clefs d'approche du site dans un état plus ou moins ancien ».

## Des remplois antiques dans le château?
Pendant longtemps, le masque d'arkose et l'inscription de Claude furent les seuls éléments mis en avant pour affirmer la présence d'un temple antique dédié à Apollon. 
Aujourd'hui, de nouvelles affirmations voient le jour quant à l'antiquité du lieu, prenant argument de la présence de remplois supposés gallo-romains dans la maçonnerie du château et dans le village et de matériels archéologiques issus des fouilles. 
Depuis 2000 l'historien Alexandre Pau mène des recherches sur le château. En octobre 2007, sa thèse de doctorat intitulée « L'invention de Polignac », vient faire un point complet sur la question. Selon l'auteur, d'importants blocs d'arkose d'époque gallo-romaine se retrouveraient enchâssés à la base des parties les plus anciennes du château (fin XIe siècle). Il y en aurait aussi dans le rempart entre la roche et les murs. D'où la déduction d'une part que le matériau était présent avant que les châtelains ne construisent leur forteresse et d'autre part que ces derniers se sont servis sur un ou plusieurs monuments environnants.

## Le château à l'époque romane
Les recherches encore plus récentes de Judicaël Niault de la Soudière sur les parties romanes et celles d'Alexandre Pau sur la chambre d'Apollon donnent des informations inédites sur l'ancienneté, les fonctions et les décors mythologiques du château à une époque tardive (fin XIe, XIIe siècles).